# Sphaerobasidioscypha
Sphaerobasidioscypha là một chi nấm trong họ Cyphellaceae. Chi này chứa 2 loài được tìm thấy ở New Zealand and Venezuela.

## Danh sách loài
- S. citrispora
- S. oberwinkleri